# Askepots tømmermænd
Askepots tømmermænd er en dansk børnefilm fra 1998 instrueret af Kajsa Kvaale.

## Handling
Askepot fik sin prins, men hun kunne ikke holde op med at gå til bal!